# Shekaste Nasta'liq
Shekaste o Shekaste Nasta'liq (in persiano شکسته‌ نستعلیق‎, šekaste-nastaʿlīq; lett. "Nastaʿlīq rotto") è uno stile calligrafico usato per il farsi.  È una variante scrittoria della calligrafia Nastaʿlīq.

## Galleria d'immagini

in persiano "این قافلهٔ عُمر عجب میگذرد"‎ — un brano poetico del poeta, matematico e astronomo persiano Omar Khayyam in Shekaste Nastaʿlīq.
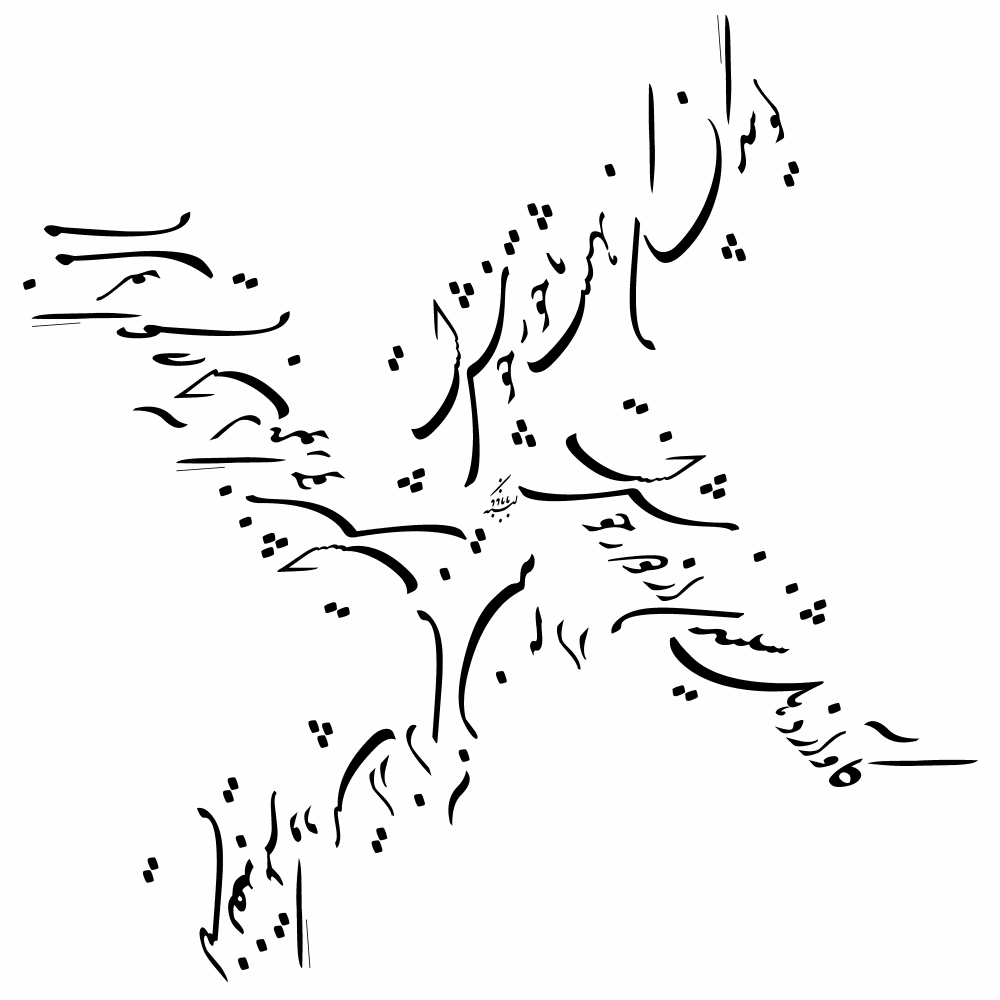
una quartina (rubāʿī) di Omar Khayyam in Shekaste Nastaʿlīq.
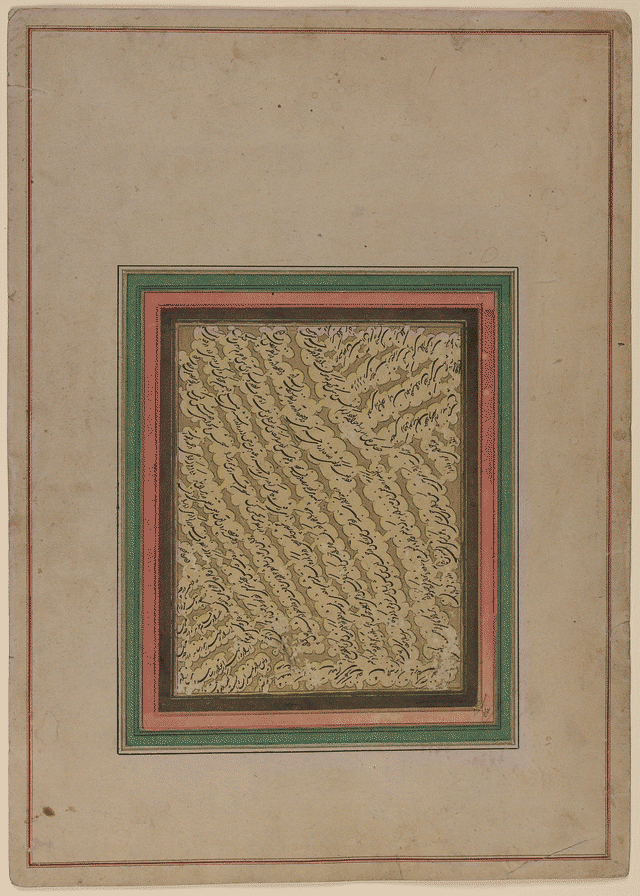
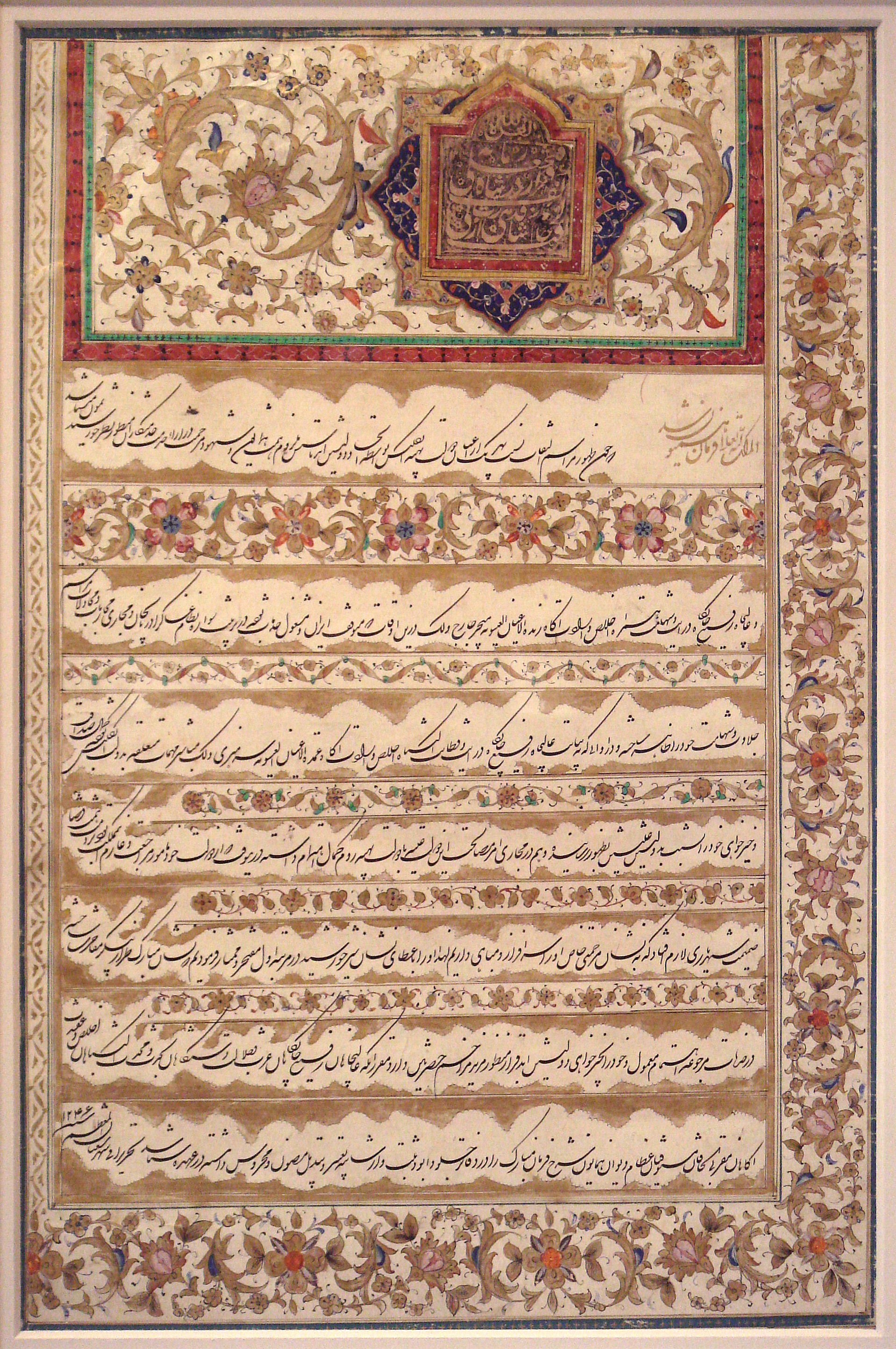
Firmano del cagiaro Fatḥ ʿAlī Shāh in calligrafia Shekaste nastaʿlīq (gennaio 1831)